# Летрилья
Летрилья (исп. Letrilla) — жанр испанской поэзии, особенно популярный в XVI — XVII веках и берущий своё начало в народной песенной культуре Испании.
По форме летрилья представляет собой небольшое стихотворное произведение, разбитое на симметричные строфы, оканчивающиеся рефреном. Содержание летрильи, как правило, лёгкое, известны также сатирические летрильи.
Наиболее известными авторами, обращавшимися к данному жанру, были Луис де Гонгора в первый (так называемый «ясный») период творчества и Франсиско де Кеведо.